# Idaea flavescens
Idaea flavescens là một loài bướm đêm trong họ Geometridae.